# Elezioni parlamentari in Estonia del 1923
Le elezioni parlamentari in Estonia del 1923 si tennero dal 5 al 7 maggio per il rinnovo del Riigikogu.
Le consultazioni furono oggetto di controversie, poiché alcune liste, in maggioranza comuniste, non furono ammesse al voto.

## Risultati
| Liste                                                 | Voti    | %     | Seggi |
| ----------------------------------------------------- | ------- | ----- | ----- |
| Assemblee dei Contadini                               | 99 226  | 21,57 | 23    |
| Partito Socialdemocratico Estone dei Lavoratori       | 64 297  | 13,98 | 15    |
| Partito Estone del Lavoro                             | 51 674  | 11,23 | 12    |
| Fronte Unito dei Lavoratori                           | 43 711  | 9,50  | 10    |
| Partito Popolare Estone                               | 34 646  | 7,53  | 8     |
| Partito Cristiano-Democratico                         | 33 700  | 7,32  | 8     |
| Partito Socialista Indipendente Estone dei Lavoratori | 21 704  | 4,72  | 5     |
| Partito Liberale Nazionale                            | 20 670  | 4,49  | 4     |
| Partito Unito Russo                                   | 18 829  | 4,09  | 4     |
| Partito dei Coloni                                    | 17 266  | 3,75  | 4     |
| Partito Germano-Baltico                               | 15 950  | 3,47  | 3     |
| Unione dei Proprietari di Abitazioni                  | 9 967   | 2,17  | 2     |
| Unione degli Inquilini                                | 6 130   | 1,33  | 1     |
| Unione dei Militari in Congedo                        | 5 670   | 1,23  | 1     |
| Altri <1,0%                                           | 16 645  | 3,62  | –     |
| Totale                                                | 460 085 | 100   | 100   |

Dati affluenza
- Elettori Votanti idonei (esclusi i militari): 688.675
- Affluenza alle Urne: 477.284; 67,8%
- Voti Non Validi (compresi i militari): 17.199; 3,6%
- Voti Validi (compresi i militari): 460.085; 96,40%